# Omsk

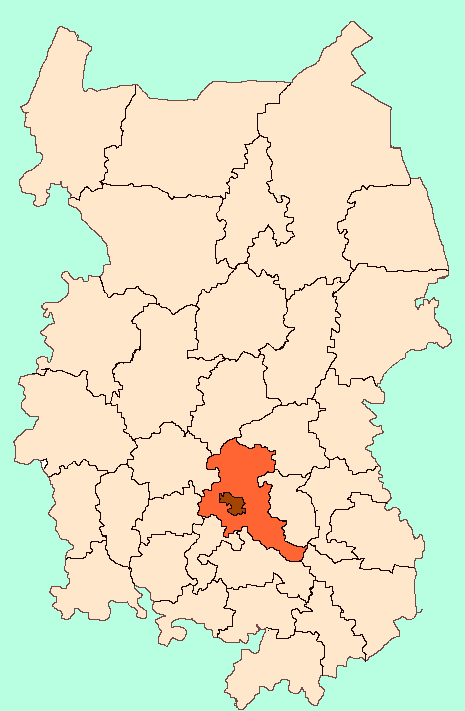
Omsk binnen de oblast Omsk

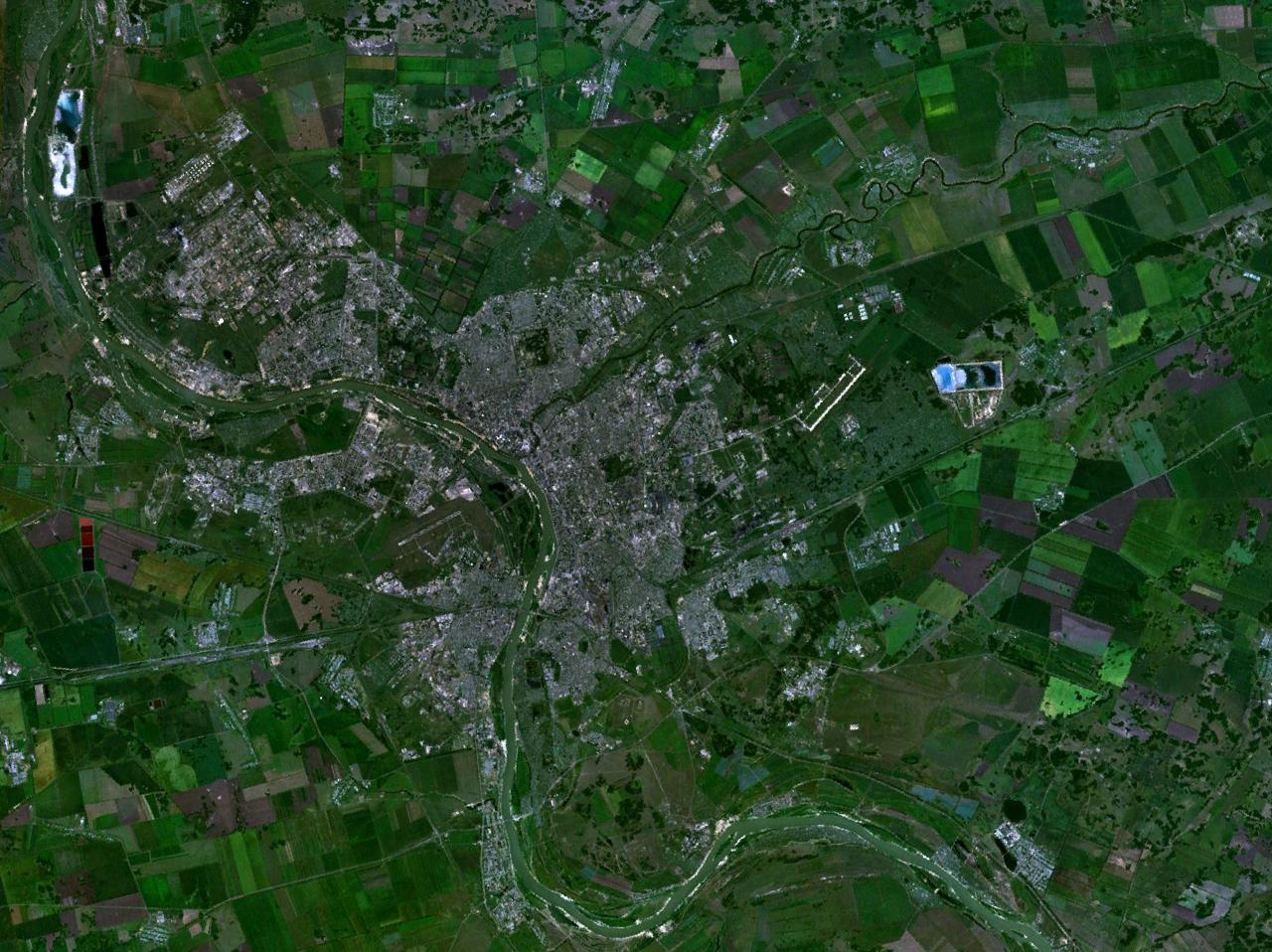
Satellietfoto

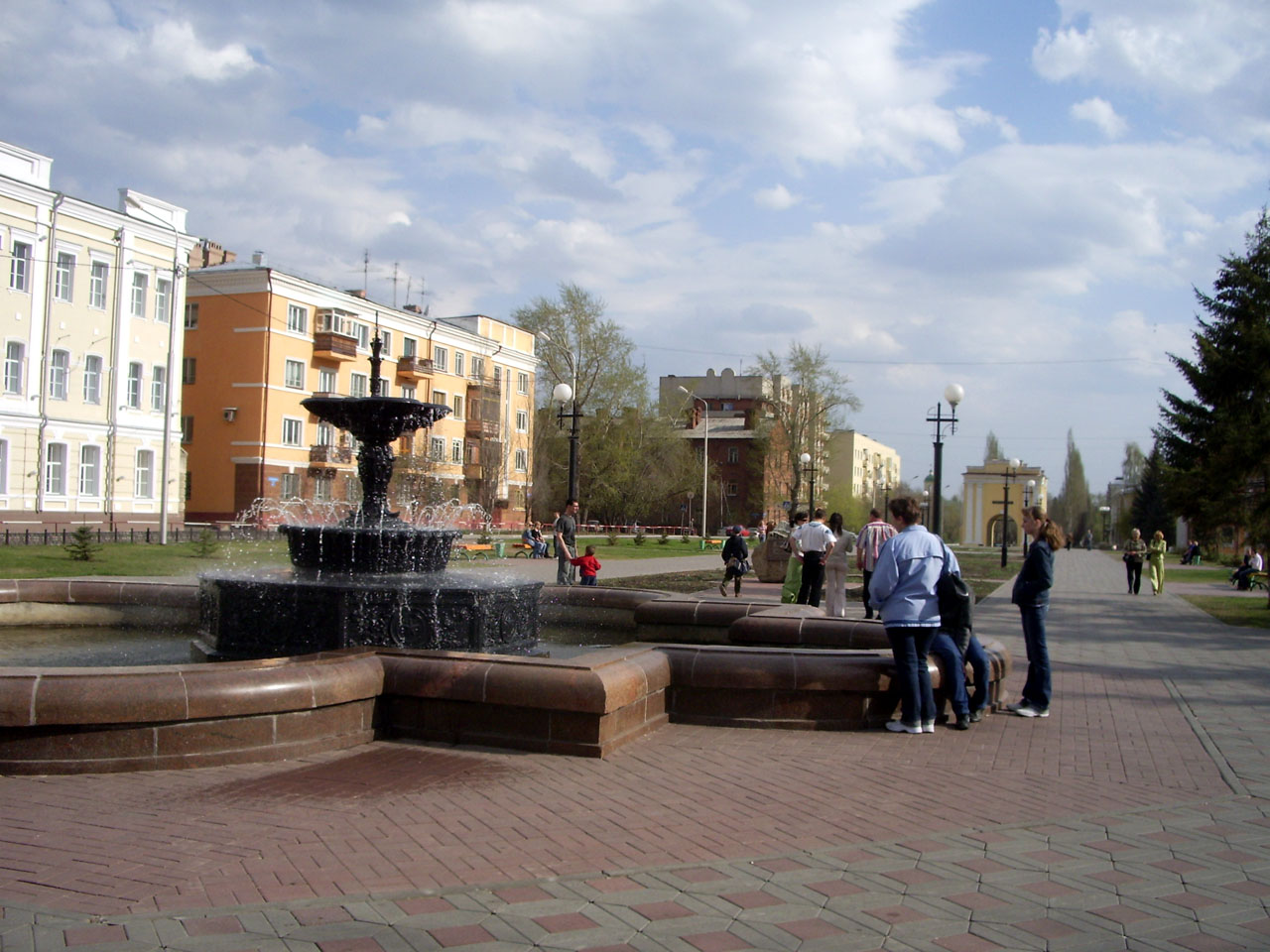
Tarskaja Oelitsa, op de achtergrond een poort van de vroegere vesting

Omsk (Russisch: Омск) is een grote stad in Rusland, gelegen in West-Siberië.

## Geschiedenis
Omsk werd gesticht in 1716 als vesting ter bescherming van de Russische grens tegen de op de steppen levende nomaden. Het oorspronkelijke houten fort werd eind 18e eeuw vervangen door vestingwerken van steen. In de 19e eeuw werd Omsk het bestuurlijke centrum van West-Siberië en een deel van het huidige Kazachstan. Er werden diverse kerken en moskeeën gebouwd en de stad kreeg een militaire academie. Het Russische Rijk breidde zich steeds verder uit en de grens verschoof naar het oosten, waardoor Omsk zijn strategisch belang verloor. De stad werd een ballingsoord voor politieke gevangenen; Fjodor Dostojevski leefde en werkte er in ballingschap van 1849 tot 1853.
De aanleg van de Trans-Siberische spoorlijn gaf de stad in de jaren 1890 een nieuwe impuls. Omsk werd een handelscentrum waar zich diverse bedrijven vestigden. Meerdere landen, waaronder het Verenigd Koninkrijk, Duitsland en Nederland, openden er een consulaat om hun commerciële belangen te behartigen. In 1910 was Omsk het toneel van de Siberische Expositie van Landbouw en Industrie, waarvoor een nieuw tentoonstellingscomplex werd gebouwd. Dit complex is niet bewaard gebleven, maar veel andere gebouwen uit deze periode geven Omsk nog altijd een mondain uiterlijk.
Tijdens de Russische Burgeroorlog die volgde op de Oktoberrevolutie van 1917 viel Omsk in handen van de anti-bolsjewistische Witten. In 1918 werd onder leiding van admiraal Aleksandr Koltsjak een voorlopige regering ingesteld en werd Omsk uitgeroepen tot hoofdstad van Rusland. De keizerlijke goudvoorraad werd in de stad ondergebracht. Uiteindelijk moesten Koltsjak en zijn regering zich terugtrekken naar het oostelijkere Irkoetsk: het Rode Leger veroverde Omsk in 1919.
De Sovjetregering wees het relatief jonge en kleine Novonikolajevsk, het huidige Novosibirsk, aan als het nieuwe centrum van West-Siberië. Een enorme verhuizing van bestuurlijke, culturele en wetenschappelijke organisaties volgde, waarna de groei van Omsk stagneerde. Tijdens de Tweede Wereldoorlog kon de stad zich opnieuw gaan ontwikkelen, doordat industriële bedrijven (vooral in de militaire sector) uit de frontlinie in het westen van Rusland naar het oosten werden verplaatst. Vanwege de aanwezigheid van deze strategische industrie was Omsk tot in de jaren 1990 gesloten voor buitenlanders. In de jaren 1950 werd een grote olieraffinaderij gebouwd samen met nieuwe woonwijken voor de fabrieksarbeiders, waardoor de stad zich sterk naar het noorden uitbreidde.
Na de val van de Sovjet-Unie brak er een strijd uit om de zeggenschap over de belangrijke bedrijven van Omsk. Het wegvallen van het Sovjetleger als grote afnemer van industriële producten leidde tot hoge werkloosheid in de stad. Omsk presteert wat betreft economische groei en welzijn nog altijd onder het Russische gemiddelde.
In maart 2005 werd in Omsk het consulaat-generaal van Kazachstan geopend, de eerste diplomatieke vertegenwoordiging in de stad sinds 1917.

## Klimaat
De stad heeft een droog landklimaat dat gekenmerkt wordt door sterke wisselingen van de weersomstandigheden. De gemiddelde temperatuur varieert van +20 °C in juli tot −19 °C in januari, met uitschieters van +35 °C in de zomer en −35 °C in de winter. Het gemiddelde aantal dagen met zon bedraagt meer dan 300 per jaar, de gemiddelde jaarlijkse neerslag is 315 mm.

## Economie
Omsk is de thuisbasis van de Russische oliemaatschappij Sibneft en een belangrijke haven.

## Verkeer en vervoer
Omsk is goed bereikbaar over water (Irtysj en Om) en is aangesloten op belangrijke wegen en spoorwegen. De stad is aangesloten op de Trans-Siberische spoorlijn en de autoweg M5 verbindt Omsk via Tsjeljabinsk met Moskou en de rest van Europees-Rusland. Daarnaast beschikt de stad over een eigen luchthaven die door meerdere maatschappijen wordt bediend en de basis is van Omskavia. Het stedelijke openbaar vervoer wordt uitgevoerd met trams, stadsbussen en trolleybussen. Aan de eerste lijn van de metro van Omsk wordt al bijna twintig jaar gebouwd; mogelijk kan in 2016 het eerste tracé in gebruik genomen worden, tijdens het 300-jarig bestaan van de stad.
Omsk is het eindpunt van de Europese weg 30 die begint in Cork. De 5800 kilometer lange weg voert ook door Nederland.
De afstand van Omsk tot enkele belangrijke andere steden bedraagt:
- Moskou : 2.236 km westwaarts
- Novosibirsk: 600 km oostwaarts
- Noersoeltan in Kazachstan: 450 km zuidwaarts.

## Cultuur en onderwijs

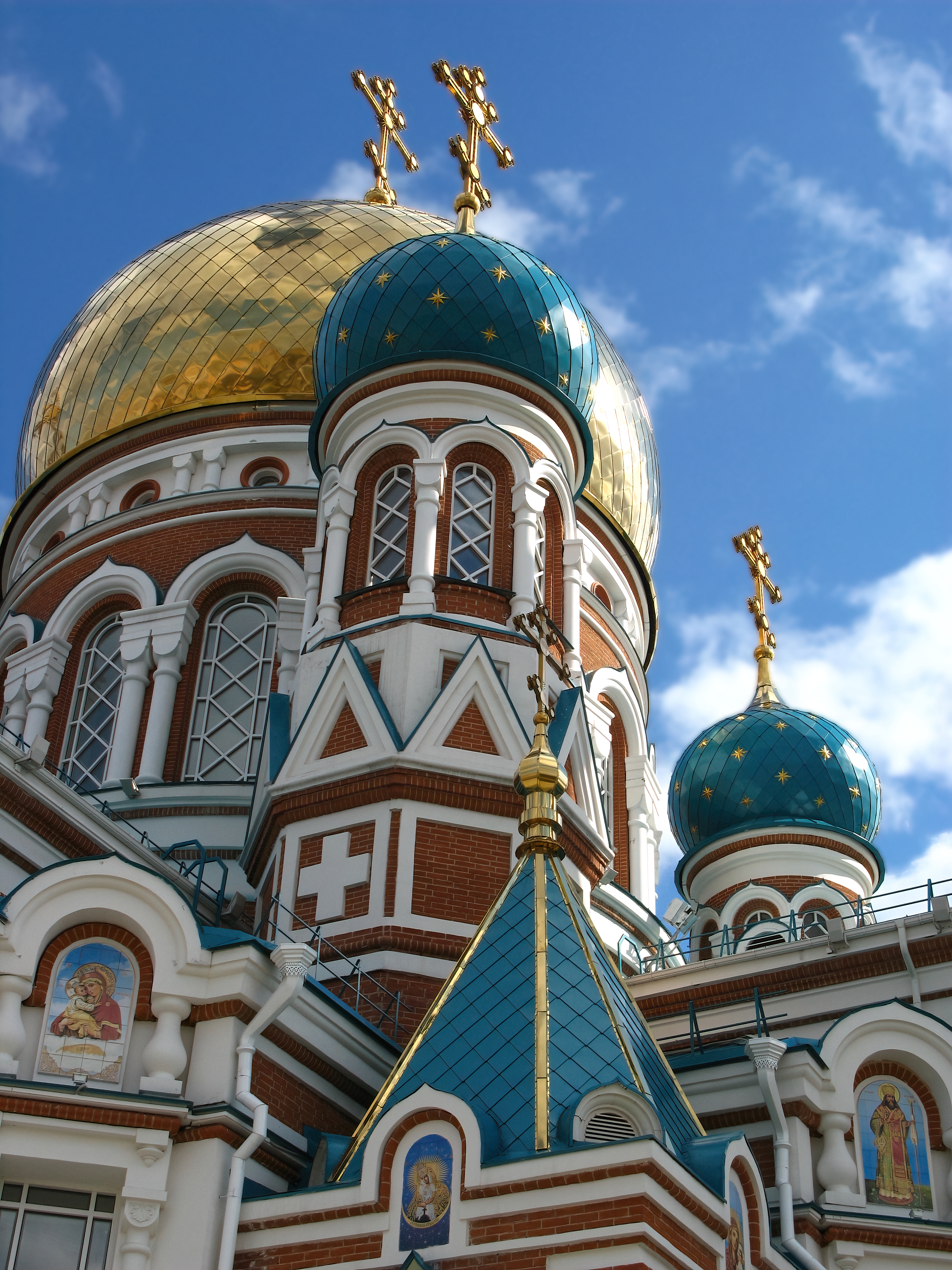
Oespenski-kathedraal

Omsk is een belangrijk cultureel centrum voor de regio West-Siberië en beschikt over een bezienswaardige historische binnenstad, waar vele koopmanshuizen uit het einde van de 19e en het begin van de 20e eeuw te vinden zijn. 
Bij de samenvloeiing van de Irtysj en de Om staat nog een aantal gebouwen van het 18e-eeuwse fort. Andere interessante gebouwen zijn de houten huizen aan de Nikolski Prospekt en de Sint-Nicolaaskathedraal uit 1840. In de stad zijn verschillende theaters, waaronder een operatheater en een grote bibliotheek. Belangrijke musea zijn het Vroebel-kunstmuseum en het Historisch Museum.

### Kathedraal
De Oespenski-kathedraal is een verhaal apart. Deze opulente kathedraal, gewijd aan de hemelvaart van Maria werd gebouwd in romantisch-nationalistische stijl in 1891-1896 door de uit Odessa afkomstige architect Ernest Virrich. Voor de klokken werd koper ingezameld, speciaal patroonhulzen. In 1898 werd de eerste bisschop van Omsk in de kathedraal gewijd. 
Bij de Russische revolutie vielen er in en om de kerk meerdere doden. In 1933 werden de klokken omgesmolten ten bate van de industrie, en in 1935 werd het hele gebouw, immers een symbool van de gehate orthodoxie, opgeblazen met de bedoeling de bouwmaterialen te gebruiken voor andere werken. 
In 2005 besloten de autoriteiten van de stad dat de kathedraal volgens de oude plannen en documenten herbouwd moest worden. Nog datzelfde jaar werd de eerste steen gelegd, en op 15 juli 2007 werd de kerk ingewijd met een voorstelling van het Bolsjojgezelschap en een groots vuurwerk. 's Nachts wordt het kleurige gebouw verlicht met meer dan honderd schijnwerpers.

### Hoger onderwijs
In Omsk is een aantal instellingen voor hoger onderwijs gevestigd:
- Staatsuniversiteit Omsk
- Technische Staatsuniversiteit Omsk
- Pedagogische Staatsuniversiteit Omsk
- Agrarische Staatsuniversiteit Omsk
- Staatsuniversiteit voor Vervoerkunde Omsk
- Siberische Staatsacademie voor Wegenbouw
- Siberische Staatsacademie voor Lichamelijke Oefening en Sport

## Sport
Het ijshockeyteam HC Avangard Omsk vertegenwoordigt Omsk in de hoogste klasse van de Russische competitie de Kontinental Hockey League. Een bijzonder sportevenement is de Siberian Ice Marathon, die jaarlijks in de winter wordt georganiseerd. De temperatuur waarbij deze halve marathon wordt gelopen ligt rond de -20 °C en stelt hoge eisen aan de deelnemers.

## Geboren in Omsk
- Innokenti Annenski (1855–1909), schrijver, dichter, vertaler en criticus
- Michail Vroebel (1856–1910), schilder en beeldhouwer
- Valerian Koejbysjev (1888–1935), revolutionair
- Vissarion Sjebalin (1902–1963), componist
- Valentina Talyzina (1935), actrice
- Joeri Titov (1935), turner
- Vitali Tsesjkovski (1944–2011), schaker
- Viktor Blinov (1945–1968), ijshockeyer
- Jevsjej Tsejtlin (1948), Russisch-Joods literatuurwetenschapper en schrijver
- Vera Krasnova (1950), langebaanschaatsster
- Anatoli Antonov (1955), politicus, militair en diplomaat
- Aleksandr Moezyenko (1955), zeiler
- Alexander Ivanov (1956), schaker
- Oleksandr Volkov (1964), Oekraïens basketballer
- Oleg Maltsev (1967), judoka
- Konstantin Landa (1972-2022), schaakgrootmeester
- Olga Nazarova (1977), biatlete
- Dennis Siver (1979), MMA-vechter
- Roman Sloednov (1980), zwemmer
- Julia Melnikova (1981), actrice
- Olga Graf (1983), langebaanschaatsster
- Dmitri Sytsjov (1983), voetballer
- Tatjana Borodoelina (1984), shorttrackster
- Jelena Ivasjtsjenko (1984–2013), judoka
- Aleksej Tisjtsjenko (1984), bokser
- Pjotr Ignatenko (1987), wielrenner
- Andrej Vorontsevitsj (1987), basketbalspeler
- Michail Gratsjov (1988), autocoureur
- Lisa Ryzih (1988), atleet
- Jevgenia Kanajeva (1990), ritmisch gymnaste
- Theo Vogelsang (1990), voetballer
- Ksenia Doedkina (1995), gymnaste
- Vladislav Artemiev (1998), schaker
- Vera Birjoekova (1998), gymnaste
- Pavel Sitnikov (1998), shorttracker
- Keyyo (1997), Zweeds presentatrice
- Martin Maljoetin (1999), zwemmer

## Trivia
- Het vijfde album van de Nederlandse groep The Nits uit 1983 met daarop de hit Nescio heeft als titel "Omsk".
- In Dodenrit van de Nederlandse zanger Drs. P is sprake van een Russische familie die tracht per trojka de stad Omsk te bereiken, maar hierbij wordt tegengewerkt door wolven ("Ja Omsk is een mooie stad, maar net iets te ver weg"). De tekst is op zijn beurt inspiratie geweest voor een kunstwerk in Leeuwarden genaamd Omsk.
- Planetoïde nummer 3406, ontdekt door B. Boermasjova, draagt de naam "Omsk".
- Grazjdanskaja Oborona, een anarchistische punkgroep, (1984 - 2008)